# Šimon Pellar
Šimon Pellar (3. ledna 1948 Opava – 10. prosince 2023) byl český překladatel z angličtiny.

## Život
Šimon Pellar se narodil v rodině překladatelů Rudolfa a Luby Pellarových. Vystudoval Střední všeobecně vzdělávací školu W. Piecka v Praze, maturoval v roce 1966. Poté studoval češtinu a angličtinu na Filosofické fakultě University Karlovy. V letech 1968–70 studoval na University of Illinois at Chicago Circle v Chicagu, kde získal titul BA. Studia na Universitě Karlově ukončil v roce 1973.
Poté pracoval jako překladatel. Protože v období normalizace nesměl oficiálně překládat, jeho práce byly zveřejňovány pod cizími jmény (František Jungwirth).

## Překlady
- 1972 – Sid Chaplin: Ze života sardinky, Odeon, 1972
- 1975 – Joseph Heller: Hlava XXII, dramatizace původního románu, Praha : Dilia, 1975
- 1976 – Lois Crisler: Život s vlky, Orbis, 1976
- 1978 – Peter de Vries: Kolibřík, Československý spisovatel 1978
- 1980 – Gerald Durrell: Zoo na zámku, Panorama, 1980
- 1983 – Gerald Durrell: Zlatí netopýři a růžoví holubi, Panorama, 1983
- 1983 – Peter Matthiessen: Hráči na vinici Páně, Odeon, 1983
- 1989 – Barry Hines, Poštolka pro pacholka, Mladá fronta, 1989. ISBN 80-204-0012-5
- 1994 – Winston Groom: Forrest Gump, Velké Přílepy : Lucka, 1994, ISBN 80-901817-0-8
- 1996 – William Golding: Dědicové, Mladá fronta, 1996
- 1997 – William Golding: Dvojí jazyk, Paseka, ISBN 80-7185-135-3
- 2003 – Timothy Garton Ash: Dějiny přítomnosti, Paseka, ISBN 80-7185-454-9
- 2017 – Herman Melville: Bílá velryba, Praha : Odeon, 2017, ISBN 978-80-207-1772-6

## Ocenění
- 2003 – Tvůrčí odměna Ceny Josefa Jungmanna za překlad knihy Timothy Garton Ash: Dějiny přítomnosti
- 2018 – Cena Josefa Jungmanna za překlad Melvillova románu Bílá velryba